# Payzac (Dordogne)
Payzac település Franciaországban, Dordogne megyében. Lakosainak száma 977 fő (2022. január 1.). Payzac Beyssenac, Saint-Éloy-les-Tuileries, Ségur-le-Château, Angoisse, Glandon, Saint-Cyr-les-Champagnes, Saint-Mesmin, Savignac-Lédrier és Sarlande községekkel határos.

## Népesség
A település népességének változása:
| Lakosok száma | 1407 | 1205 | 1106 | 1059 | 1005 | 985  | 980  | 974  | 971  | 977  |
|               | 1968 | 1982 | 1990 | 2006 | 2013 | 2015 | 2017 | 2019 | 2020 | 2022 |